# Amastus aurantiacus
Amastus aurantiacus är en fjärilsart som beskrevs av Rothschild 1909. Amastus aurantiacus ingår i släktet Amastus och familjen björnspinnare. Inga underarter finns listade i Catalogue of Life.